# Beat Junker
Beat Junker (* 27. September 1928 in Bern; † 5. Januar 2019) war ein Schweizer Historiker.
Der Sohn eines Mittelschullehrers und einer Primarlehrerin studierte an den Universitäten Bern und Bonn. Er erlangte 1953 das Gymnasiallehrerpatent und promovierte 1955. Von 1956 bis 1978 unterrichtete er am Lehrerseminar Hofwil. 1966 wurde er bei Erich Gruner in Bern habilitiert. Von 1971 bis 1992 war er ausserordentlicher Professor an der Universität Bern, von 1972 bis 1978 Präsident des Historischen Vereins des Kantons Bern. Ab 1978 arbeitete er an der Fortsetzung von Richard Fellers Geschichte Berns. Er hatte vom Berner Regierungsrat den Auftrag dazu erhalten, für den Inhalt genoss er "volle Freiheit".

## Schriften (Auswahl)
- Eidgenössische Volksabstimmungen über Militärfragen um 1900: Die Vorlagen über die Militärartikel der Bundesverfassung von 1895 und über die Militärorganisation von 1907. Dissertation. Universität Bern, 1955.
- Die Bauern auf dem Wege zur Politik: Die Entstehung der Bernischen Bauern-, Gewerbe- und Bürgerpartei. Francke, Bern 1968 (= Habilitationsschrift, Universität Bern, 1968).
- mit Erich Gruner: Bürger, Staat und Politik in der Schweiz: Lehrbuch für den staatsbürgerlichen Unterricht an höheren Mittelschulen der deutschen Schweiz. Lehrmittelverlag, Basel 1968.
- Die Schweiz, Land der Vielfalt. Éditions Panoramic, Genf 1975.
- Geschichte des Kantons Bern seit 1798. Historischer Verein des Kantons Bern, Bern ((online)).
  - Band 1: Helvetik, Mediation, Restauration: 1798–1830. 1982, ISBN 3-85731-005-7.
  - Band 2: Die Entstehung des demokratischen Volksstaates: 1831–1880. 1990, ISBN 3-85731-012-X.
  - Band 3: Tradition und Aufbruch: 1881–1995. 1996, ISBN 3-85731-0018-7.
- Die Geschichte des Kantons Bern seit 1798: Ein Erfahrungsbericht. In: Schweizerische Zeitschrift für Geschichte. Band 43, 1993, S. 492–497, doi:10.5169/seals-81106.